# Phyllopezus maranjonensis
Phyllopezus maranjonensis — вид геконоподібних ящірок родини Phyllodactylidae. Ендемік Перу.

## Опис
Phyllopezus maranjonensis є найбільшим геконом Нового Світу, його довжина (не враховуючи хвоста) становить 115 мм.

## Поширення і екологія
Phyllopezus maranjonensis мешкають у долині річки Мараньйон на півночі Перу, на західних схилах Центрального хребта Перуанських Анд, у регіонах Кахамарка, Амазонас і Ла-Лібертад. Вони живуть у сухих тропічних лісах, у каньйонах і серед скель, на висоті від 900 до 1000 м над рівнем моря. Живляться безхребетними, зокрема великими рівноногими і жуками. Розмножуються протягом усього року. Самиці відкладають 2 яйця.

## Збереження
МСОП класифікує стан збереження цього виду як близький до загрозливого. Phyllopezus maranjonensis загрожує знищення природного середовища, зокрема пов'язане з побудовою водосховища.